# Miedzeszyn-Wieś
Miedzeszyn-Wieś (dawn. wieś Miedzeszyn) – część miasta Warszawy, położona na terenie osiedla Nadwiśle w dzielnicy Wawer. Nazwa nie występuje w systemie TERYT, występuje jednak jako część miasta w PRNG.
Obszar Miedzeszyna-Wsi odpowiada lokalizacji wzdłuż współczesnej ulicy Mrągowskiej. Dominuje tu zabudowa o charakterze wiejskim oraz (nowa) osiedlowa.

## Historia
W pierwszej połowie XIX wieku zabudowania wsi rozwijały się po zachodniej stronie równoległej do Wisły drogi, stanowiącej obecnie ulicę Wał Miedzeszyński, w pobliżu brzegu rzeki.
W latach 1867–1939 wieś znajdowała się w gminie Zagóźdź w powiecie warszawskim w woj. warszawskim. Od lat 90. XIX wieku do 1914 zabudowania wsi znajdowały się wzdłuż obecnej ulicy Strzygłowskiej, po obu stronach odcinka położonego na wschód od obecnej ulicy Wał Miedzeszyński i po północnej stronie odcinka położonego na zachód od drogi. Na południe od zabudowań wsi, po zachodniej stronie obecnej ulicy Wał Miedzeszyński, znajdował się młyn wiatrowy. 
W 1921 roku wieś Miedzeszyn liczyła 272 stałych mieszkańców. 20 października 1933 utworzono gromadę Miedzeszyn w granicach gminy Zagóźdź, składającą się z wsi Miedzeszyn, folwarku Miedzeszyn, osady Ziętówka i osady Jasna. 1 kwietnia 1939 włączono ją do gminy Letnisko Falenica w tymże powiecie.
Podczas II wojny światowej w Generalnym Gubernatorstwie, w dystrykcie warszawskim. W 1943 gromada Miedzeszyn Wieś (zmieniona nazwa) w gminie Falenica liczyła 466 mieszkańców.
15 maja 1951, w związku ze zniesieniem gminy Falenica Letnisko, gromadę Miedzeszyn włączono do Warszawy.